# Billboard Music Awards 2004
Die Billboard Music Awards 2004 wurden am 8. Dezember 2004 in der MGM Grand Garden Arena in Paradise, Nevada verliehen. Usher erhielt mit 13 Awards die meisten Auszeichnungen des Abends.

## Auftritte
- Usher – Burn, My Boo (featuring Alicia Keys)

- Maroon 5 – This Love

- Evanescence – My Immortal

- Jennifer Lopez – I’m Real

- Beyoncé – Crazy in Love (featuring Jay-Z)

- Alicia Keys – If I Ain’t Got You

- Hoobastank – The Reason

- The Black Eyed Peas – Hey Mama, Let's Get It Started

- Gwen Stefani – What You Waiting For?/Rich Girl

## Gewinner und Nominierungen
Die Gewinner stehen als erstes und in Fettschrift.
| Artist of the Year | Male Artist of the Year |
| --- | --- |
| - Usher - Alicia Keys - Maroon 5 - OutKast | - Usher - Toby Keith - Twista - Kanye West |
| Female Artist of the Year | Duo/Group of the Year |
| - Alicia Keys - Beyoncé - Norah Jones - Britney Spears | - OutKast - Hoobastank - Linkin Park - Maroon 5 |
| New Male Artist of the Year | New Female Artist of the Year |
| - Kanye West - J-Kwon - Ruben Studdard - Mario Winans | - Ashlee Simpson - Ciara - JoJo - Gretchen Wilson |
| Male Billboard 200 Album Artist of the Year | Female Billboard 200 Album Artist of the Year |
| - Usher - Kenny Chesney - Josh Groban - Toby Keith | - Norah Jones - Hilary Duff - Alicia Keys - Britney Spears |
| Billboard 200 Album Duo/Group of the Year | Album of the Year |
| - OutKast - Evanescence - Linkin Park - Maroon 5 | - Confessions – Usher - Closer – Josh Groban - The Diary of Alicia Keys – Alicia Keys - Speakerboxxx/The Love Below – OutKast                                            |
| Male Hot 100 Artist of the Year | Female Hot 100 Artist of the Year |
| - Usher - Ludacris - Twista - Kanye West | - Alicia Keys - Beyoncé - Ciara - Britney Spears |
| Hot 100 Duo/Group of the Year | Hot 100 Producer of the Year |
| - OutKast - Hoobastank - Maroon 5 - Nickelback | - Lil Jon - Alicia Keys - Scott Storch - Kanye West |
| Hot 100 Songwriter of the Year | Hot 100 Single of the Year |
| - Alicia Keys - R. Kelly - Lil Jon - Kanye West | - Yeah! – Usher featuring Lil Jon and Ludacris - If I Ain’t Got You – Alicia Keys - This Love – Maroon 5 - Burn – Usher                                                  |
| Hot 100 Airplay Song of the Year | Top-Selling Single of the Year |
| - Yeah! – Usher featuring Lil Jon and Ludacris - If I Ain’t Got You – Alicia Keys - This Love – Maroon 5 - Burn – Usher                                     | - I Believe – Fantasia - Solitaire / The Way – Clay Aiken - Dreams – Diana DeGarmo - F**k It (I Don't Want You Back) – Eamon                                             |
| Digital Artist of the Year | Digital Song of the Year |
| - Maroon 5 - The Black Eyed Peas - OutKast - Usher | - Hey Ya! – OutKast - Let's Get It Started – The Black Eyed Peas - The Reason – Hoobastank - This Love – Maroon 5                                                        |
| Mainstream Top 40 Artist of the Year | Mainstream Top 40 Single of the Year |
| - Usher - Maroon 5 - OutKast - Britney Spears | - Yeah! – Usher featuring Lil Jon and Ludacris - The Reason – Hoobastank - Leave (Get Out) – JoJo - This Love – Maroon 5                                                 |
| Ringtone of the Year | R&B/Hip-Hop Artist of the Year |
| - In da Club – 50 Cent - P.I.M.P. – 50 Cent - Dirt off Your Shoulder – Jay-Z - Hey Ya! – OutKast                                                            | - Usher - R. Kelly - Alicia Keys - Kanye West |
| New R&B/Hip-Hop Artist of the Year | Male R&B/Hip-Hop Artist of the Year |
| - Kanye West - G-Unit - Anthony Hamilton - Ruben Studdard                                                                                                   | - Usher - Jay-Z - R. Kelly - Kanye West |
| Female R&B/Hip-Hop Artist of the Year | R&B/Hip-Hop Duo/Group Artist of the Year |
| - Alicia Keys - Beyoncé - Ciara - Monica | - OutKast - G-Unit - Jagged Edge - Terror Squad |
| R&B/Hip-Hop Producer of the Year | R&B/Hip-Hop Album Artist of the Year |
| - Kanye West - R. Kelly - Lil Jon - Alicia Keys | - Usher - Jay-Z - R. Kelly - Alicia Keys |
| R&B/Hip-Hop Album of the Year | R&B/Hip-Hop Songs Artist of the Year |
| - Confessions – Usher - The Black Album – Jay-Z - The Diary of Alicia Keys – Alicia Keys - The College Dropout – Kanye West                                 | - Alicia Keys - R. Kelly - Usher - Kanye West |
| R&B/Hip-Hop Single of the Year | R&B/Hip-Hop Airplay Song of the Year |
| - If I Ain’t Got You – Alicia Keys - Diary – Alicia Keys featuring Tony! Toni! Toné! - Burn – Usher - Yeah! – Usher featuring Lil Jon and Ludacris          | - If I Ain’t Got You – Alicia Keys - Diary – Alicia Keys featuring Tony! Toni! Toné! - Burn – Usher - Yeah! – Usher featuring Lil Jon and Ludacris                       |
| Top-Selling R&B/Hip-Hop Single of the Year | Rap Artist of the Year |
| - I Believe – Fantasia - Me, Myself and I – Beyoncé - Stand Up in It – Theodis Ealy - F**k It (I Don't Want You Back) – Eamon                               | - Kanye West - Jay-Z - Ludacris - Twista |
| Rap Single of the Year | Country Artist of the Year |
| - Lean Back – Terror Squad - Tipsy – J-Kwon - Slow Motion – Juvenile featuring Soulja Slim - Freak-a-Leek – Petey Pablo                                     | - Toby Keith - Kenny Chesney - Alan Jackson - Tim McGraw |
| New Country Artist of the Year | Male Country Artist of the Year |
| - Gretchen Wilson - Big & Rich - Josh Gracin - Josh Turner                                                                                                  | - Toby Keith - Kenny Chesney - Alan Jackson - Tim McGraw |
| Female Country Artist of the Year | Country Duo/Group of the Year |
| - Gretchen Wilson - Sara Evans - Martina McBride - Shania Twain                                                                                             | - Rascal Flatts - Big & Rich - Brooks & Dunn - Lonestar |
| New Male Country Artist of the Year | New Female Country Artist of the Year |
| - Josh Gracin | - Gretchen Wilson |
| New Country Duo/Group of the Year | Country Album of the Year |
| - Big & Rich | - Shock'n Y'all – Toby Keith - When the Sun Goes Down – Kenny Chesney - Live Like You Were Dying – Tim McGraw - Here for the Party – Gretchen Wilson                     |
| Country Song of the Year | Modern Rock Artist of the Year |
| - Live Like You Were Dying – Tim McGraw - When the Sun Goes Down – Kenny Chesney - Remember When – Alan Jackson - You'll Think of Me – Keith Urban          | - Linkin Park - Incubus - Jet - Three Days Grace |
| Independent Album Artist of the Year | Independent Album of the Year |
| - Lil Jon & the East Side Boyz - Dashboard Confessional - Taking Back Sunday - Ying Yang Twins                                                              | - Kings of Crunk – Lil Jon & the East Side Boyz - Part II – Lil Jon & the East Side Boyz - Where You Want to Be – Taking Back Sunday - Me & My Brother – Ying Yang Twins |
| Top-Selling Dance Single of the Year | Artist Achievement Award |
| - Me Against the Music – Britney Spears featuring Madonna - Love Profusion – Madonna - Nothing Fails / Nobody Knows Me – Madonna - Amazing – George Michael | Destiny’s Child |
| Billboard Century Award | |
| Stevie Wonder | |

## Mehrfachgewinner und -nominierungen
| Nominierungen | Künstler                     |
| ------------- | ---------------------------- |
| 21            | Usher                        |
| 19            | Alicia Keys                  |
| 12            | Kanye West                   |
| 10            | Maroon 5                     |
| 10            | OutKast                      |
| 8             | Lil Jon                      |
| 7             | Ludacris                     |
| 6             | R. Kelly                     |
| 5             | Kenny Chesney                |
| 5             | Hoobastank                   |
| 5             | Toby Keith                   |
| 5             | Britney Spears               |
| 5             | Gretchen Wilson              |
| 4             | Beyoncé                      |
| 4             | Tim McGraw                   |
| 3             | Big & Rich                   |
| 3             | Ciara                        |
| 3             | Alan Jackson                 |
| 3             | Lil Jon & the East Side Boyz |
| 3             | Linkin Park                  |
| 3             | Madonna                      |
| 3             | Twista                       |
| 2             | The Black Eyed Peas          |
| 2             | Eamon                        |
| 2             | Fantasia                     |
| 2             | 50 Cent                      |
| 2             | G-Unit                       |
| 2             | Josh Gracin                  |
| 2             | Josh Groban                  |
| 2             | J-Kwon                       |
| 2             | JoJo                         |
| 2             | Norah Jones                  |
| 2             | Ruben Studdard               |
| 2             | Terror Squad                 |
| 2             | Tony! Toni! Toné!            |

| Siege | Künstler                     |
| ----- | ---------------------------- |
| 13    | Usher                        |
| 7     | Alicia Keys                  |
| 5     | OutKast                      |
| 4     | Lil Jon                      |
| 4     | Kanye West                   |
| 3     | Toby Keith                   |
| 3     | Ludacris                     |
| 3     | Gretchen Wilson              |
| 2     | Fantasia                     |
| 2     | Lil Jon & the East Side Boyz |